# شنل پرستون
شنل پرستون (به انگلیسی: Chanel Preston) یکی از بازیگران فیلم‌های پورنوی آمریکایی است. وی در سال ۲۰۱۰ و از سن ۲۴ سالگی وارد صنعت پورنوگرافی شد. او از نژاد انگلیسی. المانی و اسپانیایی است
وقتی ۱۹ ساله بود به هاوایی رفت و آنجا ۵ سال ماند و کار رقص برهنه ای رو از یک سال پیش از رفتنش شروع کرده بود.
او در فیلم‌ها دوجنسگرا است و انواع فیلم‌ها را بازی کرده‌است او همچنین فیلم‌های سادومازوخیسم هم بازی کرده‌است
او بیشتر فیلم‌هایش را در کمپانی‌های: برزرز، ایول اینجل و ناتی امریکا بازی کرده‌است

## فعالیت در فیلم‌های بزرگسالان
پرستون در سال ۲۰۱۰ با صحنه‌ای به همراه نیک منینگ وارد صنعت سرگرمی بزرگسالان شد. اولین دی‌وی‌دی وی سرزمین بیکینی سه‌درجه‌ای نام داشت و اولین کاور دی‌وی‌دی او نیز با نام گاییدن‌های فشن جولز جردن منتشر شد. اولین انتشار تصویر وی بر روی جلد مجله نیز برای ویدیوی داغ فرانسه انجام شد. همچنین هر دو شوی تلویزیونی F.A.M.E ۲۰۱۰ و XRCO از او به عنوان دختر غنیمت یاد کردند. وبسایت AdultDVDEmpire.com در همان سال او را اولین بلاگر مهمان خود کرد.
پرستون در جوایز ای‌وی‌ان ۲۰۱۱ نیز دختر غنیمت لقب گرفت. وی در آن سال نامزد ۴ جایزه ای‌وی‌ان از جمله بهترین ستاره جدید شد.
در فوریه ۲۰۱۲، مجله پنت‌هاوس اعلام کرد که پرستون قرار است پنت‌هاوس پت مارس ۲۰۱۲ باشد. در سپتامبر ۲۰۱۲، پرستون در موزیک‌ویدیوی راس اروین با نام «مرا به خانه ببر» شرکت داشت.
وی همچنین در سی‌ویکمین همایش جوایز ای‌وی‌ان به همراه سامانتا سینت، در ۱۸ ژانویه ۲۰۱۴ مجری برنامه بود. در سال ۲۰۱۷ او در توئیترش اعلام کرده بود که دیگر بازی نخواهد کرد. او اکنون در توئیترش مشاوره جنسی می‌دهد. او یک آلبوم موسیقی هم منتشر کرده‌است.

## جوایز
- 2010 CAVR Award - Starlet of the Year[۱]
- 2010 NightMoves Award - Best New Starlet (Editor’s Choice)[۲]
- 2010 XCritic Award - Best New Starlet[۳]
- 2011 Galaxy Award - Best New Female Performer (North American)[۴]
- 2011 NightMoves Award - Best Female Performer (Editor’s Choice)[۵]
- 2011 XBIZ Award - New Starlet of the Year[۶]
- ۲۰۱۱ جایزه ایکس‌آرسی‌او - New Starlet (tied with الی هیز)[۷]
- 2013 Sex Award - Hottest Sex Scene - Evil Anal 16 (with فینیکس ماری and مانوئل فررا)[۸]
- 2013 XBIZ Award - Best Scene (Gonzo/Non-Feature Release) - Nacho Invades America 2 (with ناچو ویدال)[۹]
- 2014 AVN Award - Most Outrageous Sex Scene - Get My Belt (with Ryan Madison)[۱۰]
- 2015 Free Speech Coalition Award - Performer of the Year